# التهاب الدهليز الأنفي
التهاب الدهليز الأنفي أو تقرح الأنف من الداخل هو التهاب داخل الأنف، وغالباً ما يحدث مع التهابات بصيلات الشعر داخل فتحتي الأنف، وينتج عن ذلك تقرحات أو بثور تظهر داخل الأنف وحوله.
التهاب الدهليز الأنفي ليس معدياً، لكن الجراثيم التي سبب للحالة معدية. يمكن أن تنتقل البكتيريا مثل المكورات العنقودية والفيروسات إلى أشخاص آخرين من خلال التلامس الجسدي أو حتى من خلال الرذاذ المتطاير في الهواء. لتجنب التلوث، غسل اليدين بشكل متكرر وتجنب مشاركة المناشف وأواني الأكل وغيرها من الأغراض الشخصية مع شخص مصاب بالتهاب الدهليز الأنفي.
في معظم الأحيان، يمكن علاج التهاب الدهليز الأنفي بسهولة ولا يدعو للقلق الشديد. ولكن في الحالات الشديدة، قد تتطور الدمامل داخل فتحتي الأنف. وقد يسبب ذلك التهاب النسيج الخلوي (عدوى جلدية منتشرة) في طرف الأنف.

## الأعراض
قد تشمل أعراض التهاب الدهليز الأنفي ما يلي:
- بثور أو تقرحات داخل فتحتي الأنف.
- ألم شديد في الأنف.
- التورم وتغير اللون.
- حكة أو نزيف داخل الأنف أو حوله.
- قشور أو قشور صفراء حول الحاجز الأنفي (قطعة النسيج التي تفصل بين فتحتي الأنف).

## الأسباب
البكتيريا العنقودية هي مصدر شائع لالتهابات الجلد، بما في ذلك التهاب الدهليز الأنفي. تشمل أسباب التهاب الدهليز الأنفي المحتملة ما يلي:
- تمخيط الأنف المفرط.
- نقر الأنف.
- نتف شعر الأنف.
- ثقب الأنف.
- الأشياء العالقة في الأنف (شائع بين الأطفال).

قد يحدث التهاب الدهليز الأنفي أيضًا كمضاعفات ل:
- الالتهابات الفيروسية مثل الهربس النطاقي أو الهربس البسيط أو نزلات البرد.
- سيلان الأنف المستمر (عادةً بسبب الحساسية).
- التهابات الجهاز التنفسي العلوي الأخرى.

## عوامل خطر الإصابة بالتهاب الدهليز الأنفي"
من المرجح أن يكون الشخص أكثر عرضة للإصابة بالتهاب الدهليز الأنفي إذا كان مصابًا بالأمراض التالية:
- أمراض المناعة الذاتية.
- داء السكري.
- السرطان. (تظهر الأبحاث أن التهاب الدهليز الأنفي شائع بين الأشخاص الذين يخضعون لعلاج السرطان).

## مضاعفات التهاب الدهليز الأنفي
التهاب النسيج الخلوي: هو عدوى بكتيرية تصيب الجلد والأنسجة الموجودة تحته. ويمكن أن يتطور عندما تنتشر العدوى داخل فتحتي الأنف إلى مناطق أخرى. قد يصاب الأشخاص المصابون بالتهاب الدهليز الأنفي بالتهاب النسيج الخلوي في طرف الأنف. إذا تُركت هذه العدوى دون علاج، يمكن أن تنتشر إلى الخدين ومناطق أخرى من الوجه - وفي نهاية المطاف، إلى مجرى الدم أو العقد اللمفاوية.
الخراج الأنفي: يمكن أن يشكّل التهاب الدهليز خراجًا (جيبًا من الصديد) قد يتطلّب، في بعض الحالات، مضادات حيوية وريدية أو تصريفًا جراحيًا.
خثار الجيب الكهفي: تحدث هذه الحالة عندما تنتشر البكتيريا من الوجه إلى الجيب الكهفي وتتسبب في حدوث جلطة دموية. يقع الجيب الكهفي في قاعدة الدماغ، خلف العينين مباشرةً. يُعد خثار الجيب الكهفي من المضاعفات الخطيرة والمهددة للحياة وتتطلب علاجاً فورياً.
التهاب الدماغ: هذه الحالة هي عدوى خطيرة ونادرة الحدوث في الدماغ. تحدث عندما تنتقل البكتيريا أو الفيروسات من أجزاء أخرى من الجسم (مثل الوجه) إلى الدماغ.

## الإدارة والعلاج
نظراً لأن الالتهابات البكتيرية عادةً ما تسبب التهاب الدهليز الأنفي، فإن مقدمي الرعاية الصحية يعالجون الحالة بالمضادات الحيوية. واعتماداً على شدة الحالة، قد يصف مقدم الرعاية الصحية ما يلي:
- المضادات الحيوية الموضعية.
- المضادات الحيوية الفموية.
- المضادات الحيوية الوريدية.

إذا لم يستجب الالتهاب للمضادات الحيوية، فقد يحتاج مقدم الرعاية إلى تصريف أي دمامل تكونت داخل الأنف جراحيًا.
المضادات الحيوية الموضعية: بالنسبة للحالات الخفيفة من التهاب الدهليز الأنفي، يوصي مقدمو الرعاية الصحية عادةً بمراهم المضادات الحيوية الموضعية. اثنان من أكثرها شيوعاً هما الباسيتراسين والموبيروسين.
المضادات الحيوية الفموية: بالنسبة للحالات الأكثر اعتدالاً من التهاب الدهليز الأنفي، قد يصف مقدمو الرعاية الصحية مجموعة من المضادات الحيوية الفموية. تشمل الأدوية الشائعة السيفالكسين والكليندامايسين والدوكسيسايكلين.
المضادات الحيوية الوريدية: قد يحتاج الأشخاص المصابون بالتهاب الدهليز الأنفي الحاد (أو التهاب الدهليز الأنفي الناتج عن البكتيريا المقاومة للمضادات الحيوية) إلى مضادات حيوية وريدية. يعطي مقدم الرعاية الصحية هذه الأدوية عبر الوريد في الذراع. تشمل المضادات الحيوية الشائعة التي تُعطى وريدياً الفانكومايسين والكليندامايسين والدابتومايسين.
يشعر معظم الناس بالتحسن في غضون أيام قليلة بعد بدء العلاج. ومع ذلك، على المريض أن يضع في الاعتبار - سيحتاج إلى الاستمرار في تناول المضادات الحيوية وفقًا للتوجيهات تمامًا حتى يخبره مقدم الرعاية الصحية الخاص به أنه لا بأس من التوقف. لا ينبغي التوقف عن تناول المضادات الحيوية لمجرد الشعور بالتحسن. فقد تعود العدوى مرة أخرى. يمكن أن يؤدي ذلك أيضًا إلى ظهور بكتيريا مقاومة للمضادات الحيوية، والتي تحتاج إلى مضادات حيوية أقوى وأكثر تكلفة (العديد منها له مخاطر أعلى من الآثار الجانبية).